# Seljašnica
Seljašnica (izvirno srbsko Сељашница) je naselje v Srbiji, ki upravno spada pod Občino Prijepolje; slednja pa je del Zlatiborskega upravnega okraja.

## Demografija
V naselju živi 558 polnoletnih prebivalcev, pri čemer je njihova povprečna starost 33,9 let (32,8 pri moških in 35,1 pri ženskah). Naselje ima 207 gospodinjstev, pri čemer je povprečno število članov na gospodinjstvo 3,74.
Prebivalstvo je večinoma nehomogeno, a v času zadnjih 3 popisov je opazen porast števila prebivalcev.
|  |

| Demografija | Demografija     | Demografija     |
| Leto        | Št. prebivalcev | Št. prebivalcev |
| ----------- | --------------- | --------------- |
|             |                 |                 |
|             |                 |                 |
|             |                 |                 |
|             |                 |                 |
| 1948        | 250             |                 |
| 1953        | 263             |                 |
| 1961        | 305             |                 |
| 1971        | 373             |                 |
| 1981        | 475             |                 |
| 1991        | 665             | 662             |
| 2002        | 801             | 774             |
|             |                 |                 |

| Etnična sestava po popisu iz leta 2002 | Etnična sestava po popisu iz leta 2002 | Etnična sestava po popisu iz leta 2002 | Etnična sestava po popisu iz leta 2002 | Etnična sestava po popisu iz leta 2002 |
| -------------------------------------- | -------------------------------------- | -------------------------------------- | -------------------------------------- | -------------------------------------- |
| Srbi                                   | Srbi                                   |                                        | 500                                    | 64,59%                                 |
| Bošnjaki                               | Bošnjaki                               |                                        | 205                                    | 26,48%                                 |
| Muslimani                              | Muslimani                              |                                        | 39                                     | 5,03%                                  |
| Črnogorci                              | Črnogorci                              |                                        | 17                                     | 2,19%                                  |
| Makedonci                              | Makedonci                              |                                        | 1                                      | 0,12%                                  |
| Neznano                                | Neznano                                |                                        | 4                                      | 0,51%                                  |